# MANIAC I
MANIAC I (por sus siglas en inglés Mathematical Analyzer, Numerical Integrator, and Computer o Mathematical Analyzer, Numerator, Integrator, and Computer, de acuerdo a una referencia) fue una de las primeras computadoras construida bajo la dirección de Nicholas Metropolis en el Laboratorio Nacional de Los Álamos. Estaba basada en la arquitectura de von Neumann del IAS, desarrollada por John von Neumann.  Como todas las computadoras de su era, era una máquina única en su tipo que no permitía intercambiar programas con otras computadoras (ni con otras máquinas IAS). Metropolis eligió el nombre MANIAC con la esperanza de terminar con la moda de nombrar a las máquinas con acrónimos tontos[cita requerida].
MANIAC operó con éxito en marzo de 1952, siendo más tarde reemplazada por la máquina MANIAC II en 1957.